# Elecciones provinciales de Santiago del Estero de 1999
Las elecciones generales de la provincia de Santiago del Estero de 1999 tuvieron lugar el 22 de agosto de 1999. El gobernador Carlos Juárez fue reelecto, logrando su quinto mandato no consecutivo.

## Resultados

### Gobernador y vicegobernador
| Fórmula               | Fórmula                     | Partido/Alianza       | Partido/Alianza                                     | Votos   | %     |
| Gobernador            | Vicegobernador              | Partido/Alianza       | Partido/Alianza                                     | Votos   | %     |
| --------------------- | --------------------------- | --------------------- | --------------------------------------------------- | ------- | ----- |
| Carlos Juárez         | Mercedes Aragonés de Juárez |                       | Frente Justicialista                                | 170.761 | 52,23 |
| Héctor Ruiz           | Juan Manuel Beltramino      |                       | Nueva Alianza                                       | 86.089  | 26,33 |
| Raúl Ayuch            | Juan Llinás                 |                       | Alianza para el Trabajo, la Justicia y la Educación | 45.794  | 14,01 |
| Eduardo Ávila         | Francisco López Bustos      |                       | Frente por el Futuro                                | 23.116  | 7,07  |
|                       |                             |                       | Izquierda Unida                                     | 1.174   | 0,36  |
| Votos positivos       | Votos positivos             | Votos positivos       | Votos positivos                                     | 326.934 | 98,11 |
| Votos en blanco       | Votos en blanco             | Votos en blanco       | Votos en blanco                                     | 4.355   | 1,31  |
| Votos nulos           | Votos nulos                 | Votos nulos           | Votos nulos                                         | 1.931   | 0,58  |
| Participación         | Participación               | Participación         | Participación                                       | 333.220 | 68,95 |
| Electores registrados | Electores registrados       | Electores registrados | Electores registrados                               | 483.253 | 100   |
| Fuente:               |                             |                       |                                                     |         |       |

### Cámara de Diputados
| ← 1997 · Cámara de Diputados · 2001 → | ← 1997 · Cámara de Diputados · 2001 →               | ← 1997 · Cámara de Diputados · 2001 → | ← 1997 · Cámara de Diputados · 2001 → | ← 1997 · Cámara de Diputados · 2001 → |
| Partido                               | Partido                                             | Votos                                 | %                                     | Bancas                                |
| ------------------------------------- | --------------------------------------------------- | ------------------------------------- | ------------------------------------- | ------------------------------------- |
|                                       | Frente Justicialista                                | 162.274                               | 51,97                                 | 12/25                                 |
|                                       | Nueva Alianza                                       | 78.891                                | 25,26                                 | 7/25                                  |
|                                       | Alianza para el Trabajo, la Justicia y la Educación | 53.962                                | 17,28                                 | 5/25                                  |
|                                       | Frente por el Futuro                                | 16.304                                | 5,22                                  | 1/25                                  |
|                                       | Izquierda Unida                                     | 841                                   | 0,27                                  |                                       |
| Votos positivos                       | Votos positivos                                     | 312.272                               | 87,52                                 |                                       |
| Votos en blanco                       | Votos en blanco                                     | 6.369                                 | 1,99                                  |                                       |
| Votos nulos                           | Votos nulos                                         | 1.583                                 | 0,49                                  |                                       |
| Participación                         | Participación                                       | 320.224                               | 66,26                                 |                                       |
| Electores registrados                 | Electores registrados                               | 483.253                               | 100                                   |                                       |
| Fuente:                               |                                                     |                                       |                                       |                                       |